# Fujiwara no Nobuzane
Fujiwara no Nobuzane (jap. 藤原信実 Fujiwara no Nobuzane; znany także jako Jakisai i Takazane, ur. około 1176–1177, zm. pomiędzy 1265–1270) – japoński arystokrata, malarz i poeta, tworzący w okresie Kamakura.

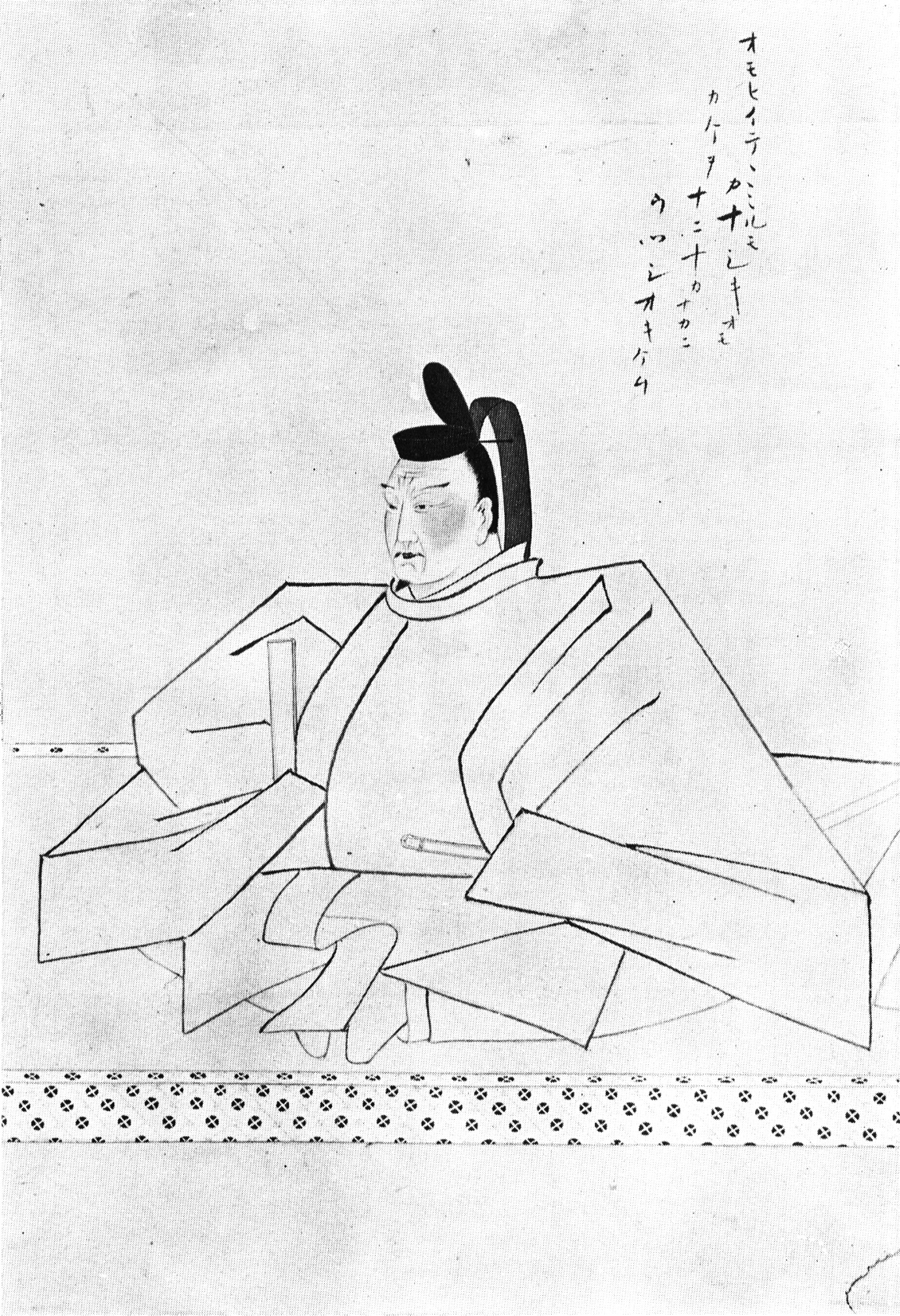
Fujiwara no Nobuzane

Syn malarza Fujiwary no Takanobu. Pracował dla eks-cesarzy Go-Toba i Go-Horikawa, tworząc portrety nise-e. Zapoczątkował odrębną tradycję w przedstawianiu Kakinomoto no Hitomaro, był także prekursorem szkoły Tosa. Przypisuje się mu autorstwo licznych zwojów i portretów, jednak do czasów współczesnych nie przetrwało żadne dzieło, odnośnie do którego można by z pewnością stwierdzić, że namalował je Nobuzane.
Zajmował się także działalnością literacką. Uczestniczył w konkursach poetyckich organizowanych przez eks-cesarza Go-Tobę, był autorem zbioru Ima monogatari, a około 1247 r. stworzył także prywatny zbiór poezji. Jedenaście jego utworów zostało wybranych do zredagowanej w latach 1356–1357 antologii Tsukuba shū.
Miał dziewięcioro dzieci, pięciu synów i cztery córki. Troje z nich, córki Ben no naishi, Gofukakusa-in no shōshō no naishi i Sōhekimon-in no shōshō zdobyły sławę jako poetki, i zostały zaliczone do Trzydziestu Sześciu Mistrzyń Poezji. Spośród synów Fujiwara no Tametsugu zasłynął jako malarz.